# The Die Is Cast
The Die Is Cast är ett musikalbum av den finska hiphop/popgruppen Kwan, släppt den 25 oktober 2002 genom Universal Music.

## Låtlista
1. Prologue
2. Rain
3. Lightspeed
4. Shine
5. B-Boy Pose
6. I Wonder
7. Everybody Wants to Be An MC
8. Mixin', Scratchin'
9. Lyrics Of Poison (feat. Jyrki)
10. Fist Up
11. Original Sin
12. Chillin' at the Grotto (feat. Siiri Nordin & Lauri Ylönen)
13. Epilogue